# Republic Tobacco
A Republic Tobacco LP multinacionális, nagykereskedő, forgalmazó és dohánykereskedő, székhelye Chicago Glenview külvárosában, Illinois, Egyesült Államok.
A Republic Tobacco teljes egészében a Republic Group tulajdonában van, amely magába foglalja a Top Tobacco, Republic Technologies (JOB cigaretta papírok), az Altesse GMBH (szűrőcsövek) gyártójának leányvállalatait, H.T.H Tabak (cigaretta,tubák  és dohány) valamint a Productos Technologicos Catalanes (dohányzási kiegészítők), továbbá a Republic Tobacco, amely több mint 90 országban kombinált értékesítési és elosztási jelenlétet képvisel.
A vállalatot Donald Levin alapította. Levin egy kis dohányüzlettel kezdte, amelynek Adams Apple volt a neve (ami még mindig létezik, viszont már nem Levin tulajdonában). Ezután nagykereskedelmi forgalomba került és cégét a világ legnagyobb, saját tulajdonú dohányipari vállalatává nőtte ki.
1969-ben Levin lett a IOB cigaretta papírok amerikai forgalmazója. Az 1980-as évek elején építette a márkát és a nyereséget az R.J. Reynolds TOP Tobacco Factory & Brands beszerzésére használta fel. Azt mondják, hogy falán a mai napig van egy másolat arról a csekkről, amelyet az RJR-nek írt.
Az évek során Levin felügyelte cégének bővítését, ami végül a Bolloré márkáinak és eszközeinek megvásárlásához vezetett a dohányiparban (a világ legnagyobb cigaretta papír gyárja és világszerte a IOB és OCB márkák tulajdonosa).
2009 júliusában a Bolloré Papeteries du Léman-tól és a Papeteries des Vosges-től is vásárolt, két francia gyártól, amelyek vékony papírok gyártására szakosodtak.
Még a Chicago Wolves sportcsapatot is megvásárolta; sok filmet készített, köztük a Maximum Overdrive-ot is.